# Bénéteau
Bénéteau ist eine französische Segel- und Motorbootwerft. Gegründet wurde die Firma im Jahre 1884 vom Schiffbauer Benjamin Bénéteau in Saint-Gilles-Croix-de-Vie an der französischen Atlantikküste. Vor den Firmen HanseYachts und Bavaria Yachtbau war die Werft im Jahr 2016 laut einem Bericht auf boats.com international der größte Hersteller von Segelyachten. Die Produktionsanlagen stehen in Frankreich, Polen und den USA. Die Modelle werden von Volanis und Bruce Farr Yacht Design entworfen, das Unternehmen gehört zur Groupe Bénéteau, zu der auch namhafte Werften wie Jeanneau und Lagoon gehören.

## Produktpalette

### Segelboote

#### First-Baureihe

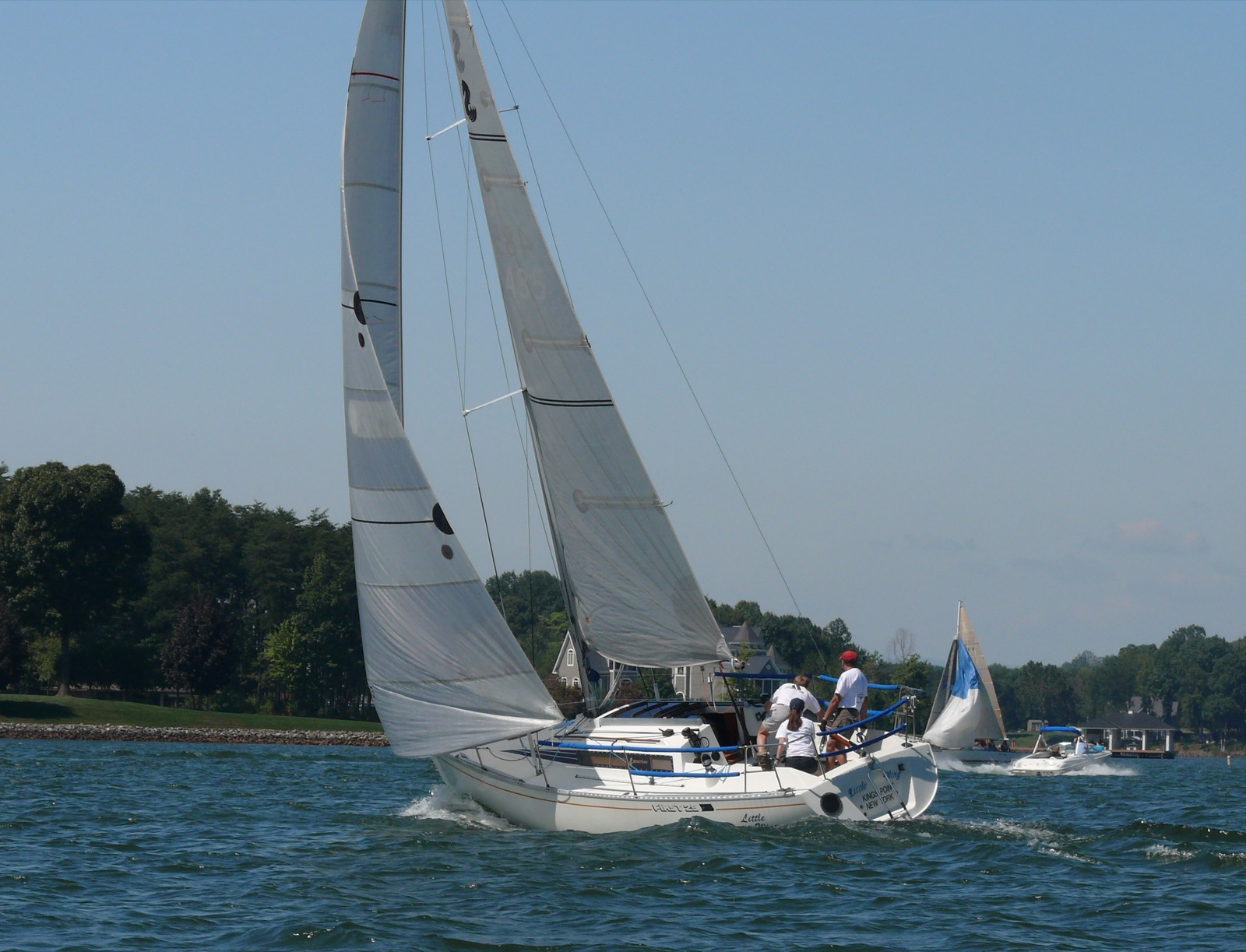
Eine Bénéteau First 29

Den Namen First tragen bei Bénéteau sogenannte Performance-Cruiser-Segelboote, d. h. sportlichere Fahrtenboote mit effizienterem Rigg, schnelleren Rümpfen und höheren Masten:
- First 21
- First 14
- First 18
- First 24
- First 27
- First Yacht 53

#### Oceanis-Baureihe

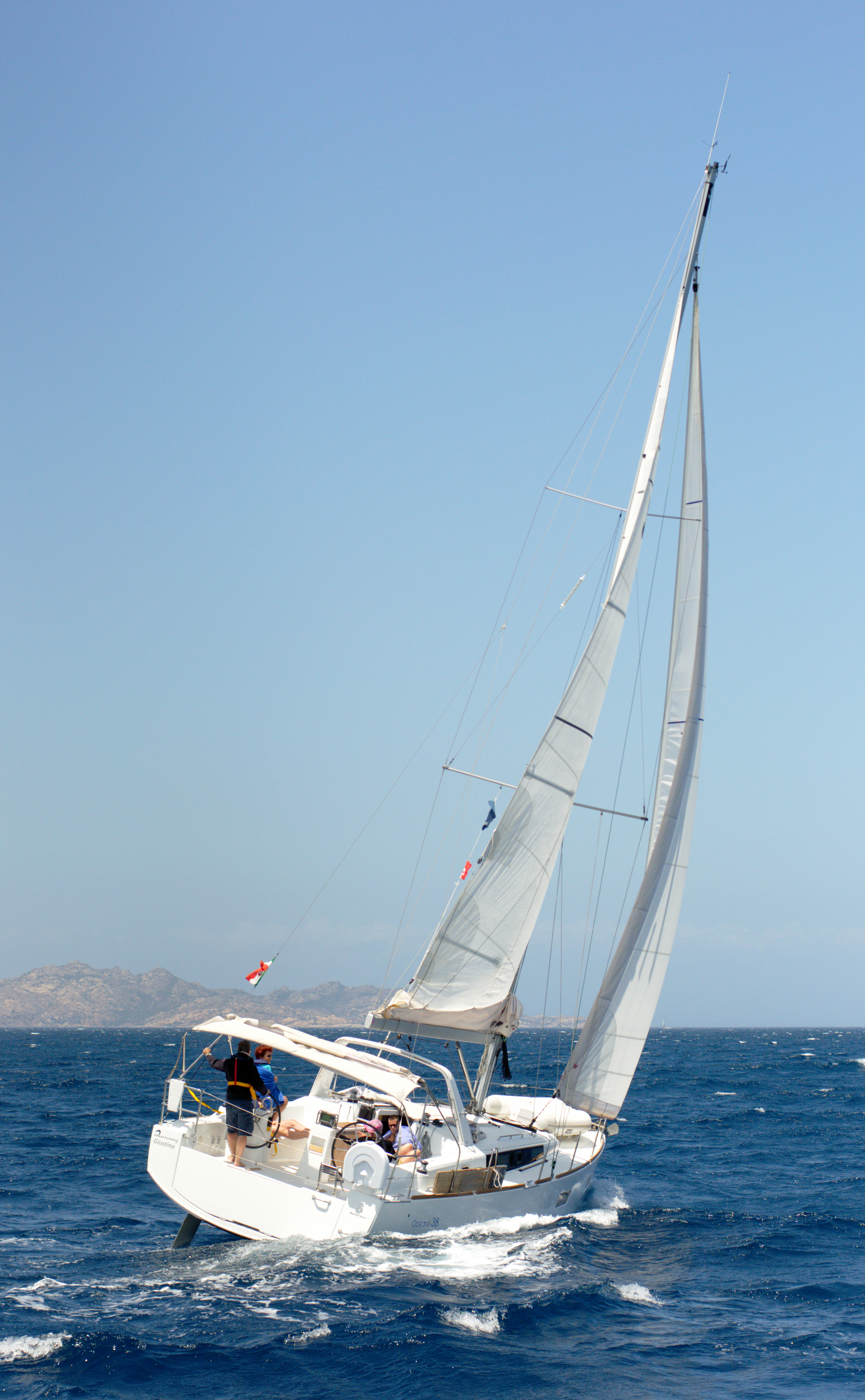
Eine Bénéteau Oceanis 38

Die Oceanis-Serie stellt die Fahrtenyachtenbaureihe von Bénéteau dar, welche als stabile Boote mit viel Volumen auf komfortables Fahrtensegeln ausgelegt sind. Derzeit (2020) werden Yachten der Oceanis-Serie von 30 bis 55 Fuß angeboten.
- Oceanis 30.1
- Oceanis 38.1
- Oceanis 40.1
- Oceanis 41.1
- Oceanis 46.1
- Oceanis 51.1
- Oceanis 55.1

#### Oceanis-Yacht-Baureihe
Diese Baureihe beinhaltet die Flaggschiffe – hinsichtlich Größe und Komfort – von Bénéteau.
- Oceanis Yacht 54
- Oceanis Yacht 62

#### Einheitsklassen
Bénéteau fertigt zusätzlich zum Fahrtenyachtprogramm auch noch Boote für zwei Einheitsklassen an:
- Bénéteau 25 Eine von Bénéteau mitbegründete und von der International Sailing Federation (ISAF) anerkannte Einheitsklasse.
- Figaro-Racer Bénéteau I bis III wird nach den Spezifikationen der Figaro-Einheitsklasse gebaut. Im Jahr 2017 wurde die dritte Generation dieser Einheitsklasse der Öffentlichkeit vorgestellt. Dieses Boot verfügt als eine der ersten Hochsee-Serienyachten über Foils, mit denen das aufrichtende Moment vergrößert werden kann.[4]

### Motorboote
Bénéteau stellt auch eine Vielzahl von Fahrten- und Sportmotorbooten her.